# Twijguitbreekkogeltje
Het twijguitbreekkogeltje (Diaporthe decorticans) is een schimmel behorend tot de familie Diaporthaceae. Het komt voor in loofbossen op rijk zandgronden. Het leeft saprotroof op dode takken van Prunus. 

## Verspreiding
In Nederland komt het zeer zeldzaam voor.